# كريس بيلي (محرك صور متحركة)
كريس بيلي (بالإنجليزية: Chris Bailey)‏ هو محرك صور متحركة ‏ أمريكي، ولد في 26 مارس 1962 في بورتلاند في الولايات المتحدة.

## وصلات خارجية
- كريستوفر بيلي على موقع IMDb (الإنجليزية)
- كريستوفر بيلي على موقع قاعدة بيانات الفيلم (الإنجليزية)